# The Angel of Death (wrestler)
David Sheldon, noto con il ring name Angel of Death ("l'angelo della morte") (Arlington, 20 luglio 1953 – Bedford, 25 novembre 2007), è stato un wrestler statunitense.
Lottò principalmente in federazioni quali Stampede Wrestling, World Class Championship Wrestling, Universal Wrestling Federation (come guardia del corpo dei Freebirds) e Jim Crockett Promotions (dove fu il primo ad interpretare la gimmick mascherata di "The Black Scorpion").

## Carriera

### Jim Crockett Promotions / World Championship Wrestling (1987–1991)
Nella metà degli anni ottanta cominciò a lottare nella Jim Crockett Promotions; in coppia con Big Bubba Rogers e con Skandor Akbar come manager, affrontò i campioni UWF Tag Team The Lightning Express all'evento Great American Bash '87, il 31 luglio 1987. Lavorò anche nella World Class Championship Wrestling, perdendo con The Missing Link & Jason Sterling in un tag team match insieme a Vince Apollo e successivamente prese parte a un "triple dome Texas roundup" match nell'ultima edizione dell'evento Parade of Champions, l'8 maggio 1988.
Tornando nella Jim Crockett Promotions come membro del tag team Russian Assassins insieme a Jack Victory, ebbe una rivalità con Ivan Koloff che aveva abbandonato la stable Paul Jones' Army a fine 1988. Lui e Victory sconfissero Koloff & Junkyard Dog a Starrcade '88. A metà del 1989, nella Stampede Wrestling, lottò contro Kim Schau, Ron Ritchie & Eddie Watts prima che la compagnia chiudesse i battenti poco tempo dopo quello stesso anno. Nel 1990 vinse per abbandono dell'avversario il WCCW Texas Heavyweight Championship da Kerry Von Erich, tuttavia perse la cintura quattro mesi dopo venendo sconfitto da Kevin Von Erich il 23 novembre 1990.
Nell'agosto 1990, mentre lottava nella World Championship Wrestling (WCW), Sheldon adottò l'identità mascherata di "The Black Scorpion" in occasione di vari house show. L'identità di Black Scorpion divenne un vero e proprio mistero, e gli annunciatori dell'epoca ipotizzavano che fosse un ex amico di Sting. Venne anche suggerito che fosse uno dei tanti lottatori che militavano all'epoca nella World Championship Wrestling, incluso The Angel of Death, essendo stato un ex compagno di allenamento di Sting mentre faceva parte del Powerteam USA diversi anni prima, ma la conclusione della storyline alla fine rivelò che era il vecchio rivale Ric Flair a celarsi dietro alla maschera.

## Morte
Nel novembre 2007 Sheldon fu rinvenuto cadavere sul divano di casa sua a Bedford, Texas, davanti al televisore con ancora il telecomando in mano. Le sue ceneri sono state sepolte nel Bear Creek Cemetery a Euless, Texas.

## Titoli e riconoscimenti
- Texas Wrestling Federation
  - TWF Tag Team Championship (1) - con Abdullah the Butcher
- World Class Championship Wrestling
  - WCCW Texas Heavyweight Championship (1)[1][10][11]